# Hezhou
Hezhou (em chinês tradicional:  賀州市; chinês simplificado: 贺州市; pinyin: Hézhōu; Zhuang:Hohcouh) é uma localidade situada ao nordeste da Regiao Autónoma Zhuang de Quancim, na República Popular da China. Ocupa uma área total de 11.854 Km² dos quais 5.334 km² correspondem à cidade propriamente dita. As etnias presentes na cidade são Zhuang, Yao, Hui, Miao, Han e Dong. Segundo dados de 2010, Hezhou possuí  2.231.900 habitantes, 33.19% das pessoas que pertencem ao grupo étnico Zhuang.